# Arapahoe County

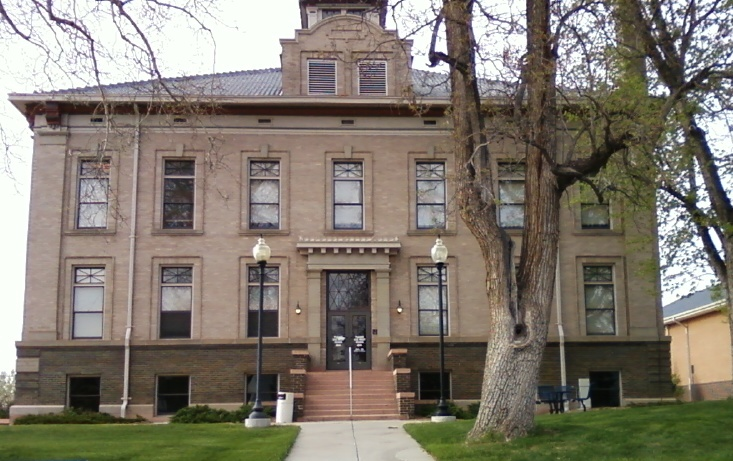
Ehemaliges Arapahoe County Courthouse in Littleton (2009)

Arapahoe County ist eine Verwaltungseinheit (County) im nordöstlichen Teil des US-Bundesstaates Colorado, der auf westlicher Seite in das Ballungsgebiet von Denver und Aurora hineinragt. Der Verwaltungssitz (County Seat) ist Littleton.

## Geographie
Neben der unabhängigen Stadt Denver grenzt Arapahoe an die Countys Adams (ebenso wie Denver bis 1902 noch unter Verwaltung von Arapahoe), Washington, Lincoln, Elbert und Jefferson. Die Bezirksgrenzen zwischen Arapahoe, Denver und Jefferson verlaufen sehr unregelmäßig und verflechten sich um den Marston Lake bei Littleton (unweit der Columbine High School) derart, dass in einigen Vierteln mehrmals der Bezirk wechselt. Weit innerhalb der Grenzen von Denver gibt es noch Straßenviertel, die verwaltungstechnisch zu Arapahoe gehören.

## Demografische Daten
Nach der Volkszählung im Jahr 2000 lebten im County 487.967 Menschen. Es gab 190.909 Haushalte und 125.809 Familien. Die Bevölkerungsdichte betrug 235 Einwohner pro Quadratkilometer. Ethnisch betrachtet setzte sich die Bevölkerung zusammen aus 79,93 Prozent Weißen, 7,67 Prozent Afroamerikanern, 0,66 Prozent amerikanischen Ureinwohnern, 3,95 Prozent Asiaten, 0,12 Prozent Bewohnern aus dem pazifischen Inselraum und 4,51 Prozent aus anderen ethnischen Gruppen; 3,16 Prozent stammten von zwei oder mehr Ethnien ab. 11,81 Prozent der Bevölkerung waren spanischer oder lateinamerikanischer Abstammung.
Von den 190.909 Haushalten hatten 34,9 Prozent Kinder und Jugendliche unter 18 Jahre, die bei ihnen lebten. 51,2 Prozent waren verheiratete, zusammenlebende Paare, 10,6 Prozent waren allein erziehende Mütter. 34,1 Prozent waren keine Familien. 27,0 Prozent waren Singlehaushalte und in 5,9 Prozent lebten Menschen im Alter von 65 Jahren oder darüber. Die Durchschnittshaushaltsgröße betrug 2,53 und die durchschnittliche Familiengröße lag bei 3,11 Personen.
Auf das gesamte County bezogen setzte sich die Bevölkerung zusammen aus 26,7 Prozent Einwohnern unter 18 Jahren, 8,6 Prozent zwischen 18 und 24 Jahren, 33,1 Prozent zwischen 25 und 44 Jahren, 23,0 Prozent zwischen 45 und 64 Jahren und 8,6 Prozent waren 65 Jahre alt oder darüber. Das Durchschnittsalter betrug 34 Jahre. Auf 100 weibliche Personen kamen 97,1 männliche Personen, auf 100 Frauen im Alter ab 18 Jahren kamen statistisch 94,2 Männer.
Das jährliche Durchschnittseinkommen eines Haushalts betrug 53.570 USD, das Durchschnittseinkommen der Familien betrug 63.875 USD. Männer hatten ein Durchschnittseinkommen von 41.601 USD, Frauen 31.612 USD. Das Prokopfeinkommen betrug 28.147 USD. 5,8 Prozent der Bevölkerung und 4,2 Prozent der Familien lebten unterhalb der Armutsgrenze. Darunter waren 7,0 Prozent der Bevölkerung unter 18 Jahren und 5,1 Prozent der Einwohner ab 65 Jahren.

## Kultur und Sehenswürdigkeiten

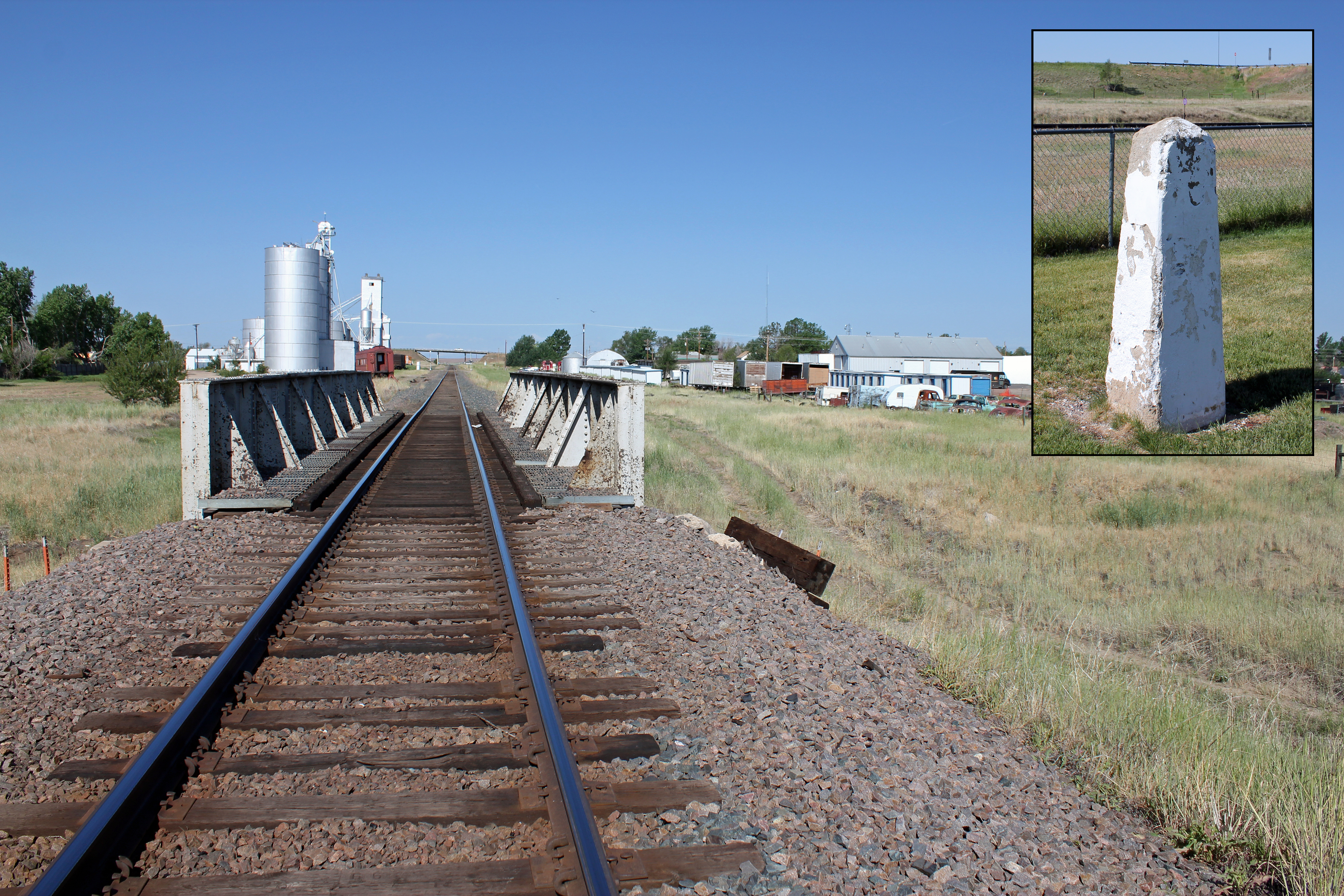
Comanche Crossing of the Kansas Pacific Railroad (2012). An dieser Stätte wurde am 15. August 1870 die Kansas Pacific Railway mit der Union Pacific Railroad und Central Pacific Railroad verbunden. Diese Stelle wurde als erstes Objekt des County im August 1970 in das NRHP eingetragen.

25 Bauwerke, Stätten und historische Bezirke (Historic Districts) des Countys sind im National Register of Historic Places („Nationales Verzeichnis historischer Orte“; NRHP) eingetragen (Stand 27. Juli 2022), darunter das ehemalige Rathaus von Littleton, drei Schulen und zwei Postfilialen.

## Orte im Bezirk
Größte Stadt von Arapahoe ist mit rund 300.000 Einwohnern Aurora, das jedoch teilweise auch in die Countys Adams und Douglas fällt. Einzige weitere Großstadt ist Centennial mit rund 100.000 Einwohnern. Orte, die kein Stadtrecht besitzen, sondern lediglich zu Statistikzwecken definierte Siedlungsgebiete (census-designated place = CDP) sind, sind kursiv dargestellt.
- Aurora
- Bennett
- Bow Mar
- Byers
- Centennial
- Cherry Hills Village
- Columbine Valley
- Deer Trail
- Englewood
- Foxfield
- Glendale
- Greenwood Village
- Littleton
- Sheridan